# D. A. Pennebaker
Donn Alan Pennebaker, známý jako D. A. Pennebaker, (15. července 1925 – 1. srpna 2019) byl americký dokumentarista.
Narodil se v Evanstonu ve státě Illinois, jeho otec byl fotograf. Za druhé světové války působil v námořnictvu, poté studoval inženýrství na Yaleově univerzitě a před zahájením filmové kariéry v oboru krátce i pracoval. Svůj první film natočil v roce 1953 (a uveden byl až o pět let později); Daybreak Express je pětiminutový experimentální film doprovázený stejnojmennou písní Dukea Ellingtona. V roce 1965 doprovázel písničkáře Boba Dylana při jeho anglickém turné, při němž natočil celovečerní dokumentární film Dont Look Back (1967). Snímek je od roku 1998 uchováván v Národním filmovém registru v Knihovně Kongresu. V roce 1966 s Dylanem absolvoval další turné, které rovněž natočil, ale jeho vlastní film – nazvaný Something Is Happening – nikdy nevyšel. Dylan však materiál použil pro svůj vlastní film Eat the Document (1972).
V roce 1967 natáčel Montereyský popový festival; materiál později sestříhal do několika filmů, první z nichž – Monterey Pop – byl uveden v prosinci 1968. V roce 1971 natočil panelovou diskusi spisovatele Normana Mailera a několika feministických aktivistek (Jacqueline Ceballos, Germaine Greerová, Jill Johnston). Film byl uveden v roce 1979. V roce 1988 se účastnil turné anglické kapely Depeche Mode, při němž natočil film 101 (1989). Dále natočil filmy o Chucku Berrym, Davidu Bowiem, Jerrym Lee Lewisovi, Little Richardovi, Elaine Stritch a dalších. Jeho poslední film Unlocking the Cage o organizaci za práva zvířat Nonhuman Rights Project byl uveden v roce 2016.
Jeho film The War Room (1993), který natočil se svou manželkou Chris Hegedus, s níž režíroval několik dalších filmů, a pojednává o prezidentské kampani Billa Clintona, byl nominován na Oscara. V roce 2013 získal Čestného Oscara.
D. A. Pennebaker zemřel ve věku 94 let ve svém domě v Sag Harboru na Long Islandu.